# Hassmersheim-veerboot

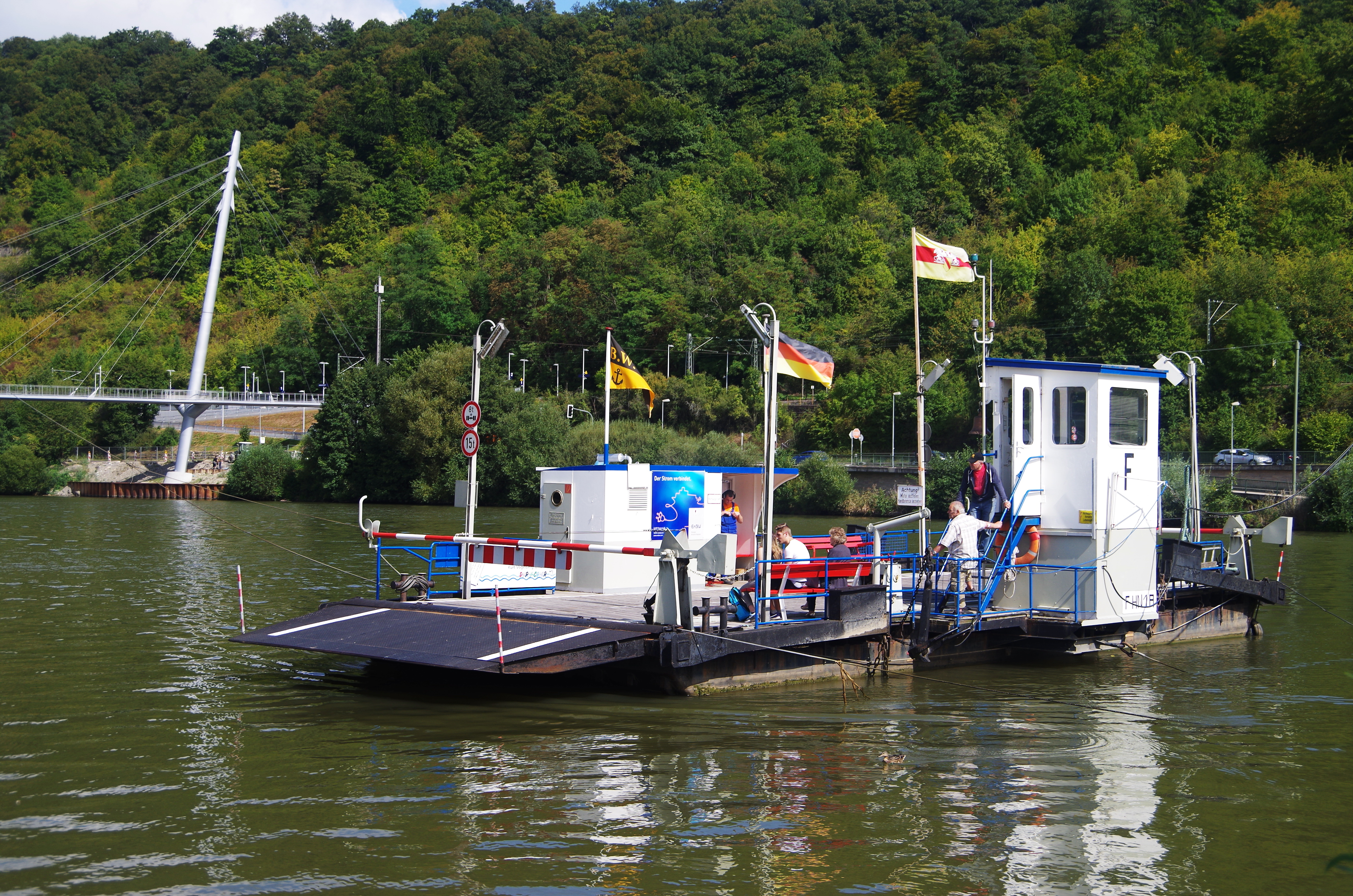
Hassmersheim-veerboot

De Hassmersheim-veerboot was een bovenleidingveer met een kettingtakel die opereerde op de Neckar in Haßmersheim.  De rivier is op die locatie 115 meter breed en drieënhalf tot vier meter diep. Het veer verbond tot 2014 het dorp Haßmersheim met het station aan de andere kant van de Neckar aan de Neckartalbahn. Dat jaar werd het veer vervangen door een voetgangersbrug op die locatie, de Neckarsteg. De veerboot was een van de laatste bovenleidingveerboten, in Duitsland wordt alleen de Straussee-veerboot in Strausberg, Brandenburg, op deze manier geëxploiteerd.

## Geschiedenis
Een "Hassmersheim-veerboot" werd al in 1330 in een document genoemd.
Tot het midden van de jaren 1930 was er op dit punt een gierveerboot, die in de loop van de Neckar-kanalisatie moest worden vervangen door een kettingveerboot. Eerst werd een dieselveerboot gebruikt, gebouwd op de scheepswerf Philipp Ebert & Sons in Neckarsteinach, de laatste veerboot die in bedrijf was, werd gebouwd in 1948. De veerboot werd gehuurd tot 1951, waarna het door de gemeenschap werd gerund.
In de jaren 80 dreigde de veerboot te worden stopgezet. In 1986 werd een burgerinitiatief opgericht om de veerboot te redden. In een referendum op 18 september 1988 besloot 73,04 procent van de kiezers om de veerboot te blijven gebruiken.
De Neckarsteg, een drie meter brede loopbrug met een overspanning van ruim 140 meter, is sinds 17 september 2014 opengesteld voor voetgangers. Op 17 oktober vond de officiële inhuldiging plaats. De veerdienst werd stopgezet op 24 september 2014, het veerbootcertificaat liep af op 17 oktober 2014. De veerboot werd overgenomen door de stad Heilbronn, gereviseerd en gebruikt als drijvend evenementenpodium tijdens de aldaar georganiseerde Bundesgartenschau 2019. Het veer bleef na het einde van de tuinshow in gebruik als "veerbootpodium".

## Technologie
De passagiers- en autoveerboot werd aangedreven door een 15 kW elektromotor met een spanning van 380 volt. De elektrische energie die nodig was om de veerboot te laten werken, werd geleverd via een vierpolige bovenleiding die over de Neckar was gespannen.
Het draagvermogen van de veerboot was 15 ton, het was goedgekeurd voor zes auto's en 60 personen. De lengte was 16,06 meter, de lengte met bovenbouw 21,16 m; de breedte: 6,06 meter, met bovenbouw 9 m.

## Vaarschema
Tot 1963 vaart de veerboot dag en nacht, waarna de vaart beperkt blijft tot de tijd van 5.00 uur tot 21.00 uur (8.00 uur tot 18.00 uur op zondag). In 2013 vaart de veerboot van maandag tot en met vrijdag van 05.30 uur tot 20.15 uur en in het weekend van 9.30 uur tot 18.15 uur. De treinen stopten alleen op het station van Haßmersheim van ongeveer 06.00 uur tot 20.00 uur in overeenstemming met de openingstijden van de veerboot en reden 's ochtends en' s avonds door het station zonder te stoppen. Eind 2013 werd het station aangesloten op de Heilbronn Nord Stadtbahn. De nieuwbouw van de Neckarsteg, die sinds september 2014 de veerboot heeft vervangen, hield rechtstreeks verband met dit project. Tijdens vloed liep tijdelijk een veerboot (vanaf 2003 "Patriot", voorheen "Dieter"), die nog steeds wordt gebruikt voor excursies.